# Рокото
Рокото (Capsicum pubescens) — червоний перець середнього розміру, поширений в Перу і Болівії. Плоди рокоти мають товсті стінки, як і у європейського овочевого перця, проте досить гострі. Листя темне та вкрите ворсинками. Квітки фіолетові з жовтими плямами, насіння темнокоричневе або чорне, на відміну від світлого насіння більшості видів одомашненого перця. Рослини виростають до 2 м заввишки, якщо підтримуються. Це багаторічна рослина, та в добрих умовах може плодоносити протягом багатьох років.